# Ernest L. Eliel
Ernest Ludwig Eliel (28 décembre 1921 - 18 septembre 2008) est un chimiste organique né à Cologne, en Allemagne. Il reçoit la médaille Priestley en 1996 , et le prix NAS de chimie au service de la société en 1997.

## Biographie
Lorsque les nazis arrivent au pouvoir, il quitte l'Allemagne et s'installe en Écosse, puis au Canada, puis à Cuba. Il obtient son BS de l'Université de La Havane en 1946. Il s'installe aux États-Unis en 1946 et enseigne à l'Université de Notre-Dame-du-Lac à partir de 1948. En 1972, il devient professeur de chimie WR Kenan, Jr. à l'Université de Caroline du Nord à Chapel Hill jusqu'à sa retraite en 1993. Eliel est élu membre de l'Académie américaine des arts et des sciences en 1980. En 1981, Eliel devient membre fondateur du Conseil culturel mondial. Il est président de l'American Chemical Society en 1992. En 1995, il reçoit le George C. Pimentel Award in Chemical Education, et en 1996, la Médaille Priestley de l'American Chemical Society. Il est mort à Chapel Hill, Caroline du Nord.
Ses recherches se concentrent sur la stéréochimie et l'analyse conformationnelle de molécules organiques flexibles, notamment les dérivés du cyclohexane et les hétérocycles saturés, en utilisant largement la spectroscopie par résonance magnétique nucléaire (RMN). Son manuel de 1962 Stereochemistry of Carbon Compounds influence des générations de chimistes organiques. L'édition la plus récente est Stereochemistry of Organic Compounds, co-écrit en 1994 avec Samuel H. Wilen,.